# Twa
De indfødte twa-pygmæer, også kendt som batwa, fra De Store Søers region i det centrale Afrika var oprindeligt et bjergboende jæger-samler-folk, der levede i skovene i højlandet omkring søerne Kivu, Albert og Tanganyika – områder, der nu hører til landene Rwanda, Burundi, Uganda og den østlige del af DR Congo. Deres antal anslås til omkring 100.000.